# 早産
早産（そうざん、英語: premature birth）とは、在胎週数22週0日 - 36週6日で出産することをいう。在胎22週以降の分娩であって、児が胎内で死亡していた場合には死産と呼ぶ。在胎22週未満の娩出の際は、適切な医療処置を受けても生命の維持が困難であるため、流産と呼ぶ。
在胎37週未満で出生した児を早産児と呼ぶ。かつては用いられていた未熟児という用語は、早産児だけでなく低出生体重児（出生体重が2500g未満の児）を含む概念である。
絨毛膜羊膜炎などが原因となる。

## 概要
妊娠22週 - 37週未満の分娩を早産という。出産の約5％で認められている。在胎34週以降での出生では、在胎34週未満での出生と比較して、予後良好であるといわれている。前置胎盤、妊娠高血圧症候群、常位胎盤早期剥離などによって母児救命のために行う人工早産と切迫早産や前期破水による自然早産が知られている。妊娠22週 - 37週未満で規則的な子宮収縮、少量の性器出血、水様帯下などを自覚した場合は切迫早産である可能性がある。
破水が起こっているかどうかによって対応は大きく異なるが、基本的には入院管理としできるだけ妊娠期間を延長させ、児の発育、成熟を図るようにする。破水をしていて、子宮内感染または胎児ジストレスがある場合は帝王切開の適応となる。未破水で胎児が安全である場合は安静を保ち、妊娠の継続を行う。妊娠継続のため、子宮収縮抑制薬やウリナスタチンなどを用いることがある。

## ICD-10
O60-O75

## 原因
- 妊娠中の異常
  - 絨毛膜羊膜炎
  - 前期破水
  - 妊娠高血圧症候群
  - 前置胎盤
  - 多胎妊娠
  - 羊水過多症
- 内科・婦人科的な合併症
  - 母体年齢、流早産歴、腎疾患、心疾患、子宮筋腫など
- 社会的な要因
  - 喫煙、ストレス、労働など

## 分類
- 切迫早産
早産となる危険性が高いと考えられる状態。[2]
- 進行早産
規則正しい陣痛が発来し、頸管が全開大しているもの。

## 治療
切迫早産の場合は安静、子宮収縮抑制薬（塩酸リトドリンマグネシウム）を投与し様子をみる。進行早産では正常分娩と同様の処置をする。